# Рокитна (притока Ворони)
Роки́тна (пол. Rokitna) — гірська річка в Україні, у Надвірнянському і Тисменицькому районах Івано-Франківської області у Галичині. Ліва притока Ворони (басейн Дністра).

## Опис
Довжина річки 31 км, похил річки 3,8 м/км, площа басейну водозбору 45,8 км², найкоротша відстань між витоком і гирлом — 16 км, коефіцієнт звивистості річки — 1,9. Формується притокою, багатьма безіменними струмками та загатою.

## Розташування
Бере початок на південно-східній стороні від села Камінне на висоті 318 м над рівнем моря. Тече переважно на північний схід через Нову Липівку, Одаї і між селами Чорнолізці та Пшеничники впадає у річку Ворону, праву притоку Бистриці. 
Населені пункти вздовж берегової смуги: Виноград, Липівка, Ворона, Студинець, Слобідка.

## Притоки
- Лінувка (ліва)[1].

## Цікавий факт
- Між селами Нова Липівка та Одаї річку перетинає залізнична дорога. На правому березі річки на відстані 1,57 км розташована станція Ворона, а на лівому березі на відстані 4,25 км — станція Марківці.
- У селі Одаї річку перетинає автошлях Н10.